# 金蘭 (天啟進士)
金蘭（？—17世紀），字谷生，號楚畹，浙江紹興府餘姚縣人，明朝、南明政治人物。

## 生平
金蘭是萬曆四十六年（1618年）戊午科舉人，天啟五年（1625年）成進士，授婺源知縣。此時魏忠賢黨得勢，朝廷禁東林黨，毀各地書院以充實糧餉，他提出當地是朱熹故鄉而得以保全。之後陞任山東道監察御史，以流寇問題嚴重上陳便宜四事，歷任陝西巡按御史、長蘆巡鹽御史、應天督學御史，再轉為應天府丞、太常卿後辭官歸鄉。
魯王朱以海監國，起用金蘭為太常卿，紹興失陷後去世。

## 家族
子金樞，字伯星，辛巳五月十六卒。孫金煜，清朝順治十五年進士；金烜，擅詩文。

## 引用
1. 1 2  錢海岳《南明史·卷八十二·列傳第五十八》：金蘭，字谷生，餘姚人。天啟五年進士，授婺源知縣。部議毀書院，邑朱子故里，悉力保全。遷山東道御史，寇迫，上便宜四事。巡按陝西、巡鹽長蘆、督學應天。伸單寒，絀請謁。歷應天府丞、太嘗卿歸。魯王監國，起故官，紹興亡後，久之卒。
2. ↑  康熙《會稽縣志·卷二十·選舉中》：萬曆四十六年戊午科（舉人）……金蘭
3. ↑  嘉慶《山陰縣志·卷十四·鄉賢二》：金蘭，字楚畹，天啟乙丑進士，授婺源知縣。婺源故朱文公里居，部議禁偽學、毀書院以充餉，蘭力護之得全。陞御史，流寇方熾，上便宜四事；巡按陝西、巡鹽長蘆、督學應天。伸單寒絀請謁，以致仕卒。 府志 長子樞，……仲子機，諸生……機子炯，諸生；煜，順治戊戌進士……烜，能文工詩賦……